# Municipio de Troy (condado de Iowa)
El municipio de Troy (en inglés: Troy Township) es un municipio ubicado en el condado de Iowa en el estado estadounidense de Iowa. En el año 2010 tenía una población de 3437 habitantes y una densidad poblacional de 36,65 personas por km².

## Geografía
El municipio de Troy se encuentra ubicado en las coordenadas 41°38′27″N 92°0′58″O / 41.64083, -92.01611. Según la Oficina del Censo de los Estados Unidos, el municipio tiene una superficie total de 93.78 km², de la cual 93.72 km² corresponden a tierra firme y (0.06%) 0.06 km² es agua.

## Demografía
Según el censo de 2010, había 3437 personas residiendo en el municipio de Troy. La densidad de población era de 36,65 hab./km². De los 3437 habitantes, el municipio de Troy estaba compuesto por el 98.37% blancos, el 0.17% eran afroamericanos, el 0.03% eran amerindios, el 0.32% eran asiáticos, el 0.03% eran isleños del Pacífico, el 0.29% eran de otras razas y el 0.79% pertenecían a dos o más razas. Del total de la población el 1.31% eran hispanos o latinos de cualquier raza.